# Heinrich Schmidt (Fußballspieler)
Heinrich Schmidt (* 10. Januar 1912 in Gersweiler; † 16. August 1988), Spitzname „Henner“, war ein deutscher Fußballspieler.

## Karriere

### Vereine
Schmidt begann in seinem Geburtsort beim ortsansässigen SV Gersweiler mit dem Fußballspielen, ehe er zu den Sportfreunden 05 Saarbrücken wechselte und über den VfL Köln 1899 1936 zum FV Saarbrücken gelangte, der sich ab 1945 in 1. FC Saarbrücken umbenannte. In seiner Vereinszugehörigkeit bis 1952 erlebte er seine erfolgreichste Zeit als Spieler. Von 1936 bis 1939 spielte er in der Gauliga Südwest, eine von zunächst 16, später auf 23 aufgestockten Gauligen zur Zeit des Nationalsozialismus als einheitlich höchste Spielklasse im Deutschen Reich. Nachdem die ersten beiden Spielzeiten als Sechst- und Achtplatzierter abgeschlossen wurden, zog sich der Verein am Ende der Folgesaison als Neuntplatzierter aus der Gauliga zurück. 1940 in diese zurückgekehrt, schloss der Verein die Staffel Saarpfalz, neben der Staffel Mainhessen als eine von zwei Staffeln, als Erster ab. Das sich anschließende in Hin- und Rückspiel ausgetragene Finale um die Meisterschaft wurde gegen Kickers Offenbach mit 4:5 verloren. Von 1941 bis 1944 spielte er in der Gauliga Westmark, aus der er mit seinem Verein mit einem Punkt Vorsprung auf den FC Metz als Sieger 1942/43 hervorging, wie auch 1943/44 als Kriegsspielgemeinschaft Saarbrücken mit sieben Punkten Vorsprung. Bedingt durch die beiden Gaumeisterschaften nahm er mit seiner Mannschaft an den jeweiligen Endrunden um die Deutsche Meisterschaft teil. Bei seiner ersten Endrundenteilnahme kam er in allen fünf Spielen, einschließlich des am 27. Juni 1943 in Berlin erreichten Finales, das gegen den Dresdner SC mit 0:3 verloren wurde, zum Einsatz. Bei seiner zweiten Endrundenteilnahme bestritt er einschließlich des am 21. Mai 1944 im heimischen Stadion Kieselhumes mit 1:5 gegen den 1. FC Nürnberg verlorenen Viertelfinales drei Endrundenspiele. Ferner bestritt er 1943 mit dem Erstrundenspiel und dem Viertelfinale zwei Spiele im Tschammerpokal-Wettbewerb. 
Nach dem Ende des Zweiten Weltkriegs spielte er die ersten drei Spielzeiten in der Oberliga Südwest. Die Nordgruppe Saar-Pfalz-Hessen wurde als Erster von zehn Mannschaften abgeschlossen. Das in Hin- und Rückspiel ausgetragene Finale um die Französische Zonenmeisterschaft wurde am 28. Juli 1946 im Hinspiel bereits mit 5:0 entschieden, da das Rückspiel am 11. August 1946 gegen den SV Fortuna Rastatt mit 4:4 unentschieden endete. Die Saison 1946/47 wurde als amtierender Meister auf Platz vier, die Saison 1951/52 als Erstplatzierter beendet.

### Nationalmannschaft
Am 22. November 1950 kam er das einzige Mal in einem Länderspiel der Saarländischen Nationalmannschaft zum Einsatz. Das Kräftemessen mit der B-Nationalmannschaft der Schweiz in Saarbrücken endete mit 5:3 für seine Mannschaft, in der sechs weitere Spieler des 1. FC Saarbrücken agierten.

## Erfolge
- Südwestmeister 1946, 1952
- Zweiter der Deutschen Meisterschaft 1943
- Gaumeister Westmark 1943, 1944
- Staffelsieger Saarpfalz 1941